# كين كامبل
كين كامبل (بالإنجليزية: Ken Campbell)‏ (و. 1941 – 2008 م) هو ممثل، وممثل هزلي، وكاتب عمومي، وكاتب من المملكة المتحدة .
توفي عن عمر يناهز 67 عاماً.

## التعليم
تعلم في الأكاديمية الملكية للفنون المسرحية، في تخصص تمثيل

## روابط خارجية
- كين كامبل على موقع IMDb (الإنجليزية)
- كين كامبل على موقع ألو سيني (الفرنسية)
- كين كامبل على موقع ميوزك برينز (الإنجليزية)
- كين كامبل على موقع أول موفي (الإنجليزية)
- كين كامبل على موقع قاعدة بيانات الأفلام السويدية (السويدية)
- كين كامبل على موقع إن إن دي بي (الإنجليزية)
- كين كامبل على موقع ديسكوغز (الإنجليزية)
- كين كامبل على موقع قاعدة بيانات الفيلم (الإنجليزية)
- كين كامبل على موقع كينوبويسك (الروسية)
- كين كامبل على موقع كينوبويسك (الروسية)